# Colin Ellis, 6. Baron Seaford
Colin Humphrey Felton Ellis, 6. Baron Seaford (* 19. April 1946 in Sussex) ist ein britischer Peer und Politiker.

## Leben und Karriere
Ellis wurde am 19. April 1946 als Sohn von Major William Felton Ellis (1912–1978) und Edwina Reginald Bond († 1977) geboren. Er hat eine ältere Schwester.
Ellis war von 1968 bis 1970 Resident Agent von Ely Lodge Enniskillen. Von 1970 bis 1993 war er in Dorset als Landwirt tätig, dabei war er von 1982 bis 1992 Direktor der Blackmore Farms. Seit 1993 ist er als Landwirt in Wiltshire aktiv.
Er ist Sekretär der British Bison Association und Mitglied verschiedener Ausschüsse (Committees). Bei der Royal Institution of Chartered Surveyors ist er Mitglied.
Er ist Mitglied der Hereditary Peerage Association.
Als seine Hobbys nennt er den Schießsport, das Fischen und das Schreiben von Gedichten.

## Mitgliedschaft im House of Lords
Beim Tod seines Onkels dritten Grades John Scott-Ellis, 9. Baron Howard de Walden am 9. Juli 1999 erbte er den Titel des Baron Seaford. Am 11. Oktober 1999 nahm er erstmals seinen Sitz im House of Lords ein. Seine Antrittsrede hielt er am 14. Oktober 1999.
In schriftlichen Antworten (Written Answers) meldete er sich im November noch mehrfach im Parlament zu Wort. Sodann am 11. November 1999 endete bereits seine Mitgliedschaft durch den House of Lords Act 1999. Für den Wahlen zu einem der verbleibenden Sitze trat er nicht an.
Im Register of Hereditary Peers, die für eine Nachwahl zur Verfügung stehen, ist er verzeichnet.

## Familie
Ellis heiratete am 2. Januar 1971 Susan Magill, die Tochter von R H Makgill. Sie ließen sich 1992 scheiden. Zusammen haben sie zwei Söhne und zwei Töchter.
In zweiter Ehe ist er seit 1993 mit Penelope Mary Bastin verheiratet.